# Michel Tournier
Michel Tournier (Párizs, 1924. december 19. – Choisel, 2016. január 18.) francia író. 1967-ben elnyerte a Francia Akadémia irodalmi nagydíját, a Grand Prix du romant, a Péntek vagy a Csendes-óceán végvidéke című regényéért, majd 1970-ben a legnevesebb francia díjat, a Goncourt-díjat is A rémkirály (Le Roi des aulnes) című könyvéért. 1972-ben a Goncourt Akadémia tagjává választották.

## Élete és pályafutása
Tanulmányait meghatározta a német kultúra, a zene és a katolicizmus. Később felfedezte a filozófus, Gaston Bachelard eszméit. Az elkövetkezendő húsz évben sokféle állást vállalt: 1956-1968-ig egy kiadónál fordított német nyelvről (ha nem is túl sok sikerrel) franciára, majd újságíróként dolgozott.
Élete utolsó éveiben egy kis faluban lakott (Choisel) a helyi régi plébánia épületében. Franciaország második legjelentősebb független kiadójánál, a Gallimard-nál az olvasási bizottság tagja.
Tournier ma már klasszikusnak számít, szerte a világban olvassák műveit. Regényes univerzuma, amelyet emberevő óriások, ogrék, androgének  népesítenek be, és amelyet áthat a befelé fordulás témája, a realizmus és a fantasztikum között helyezkedik el. Az őt ért kritikák ellenére, az ő eredeti előadásában a történelem, a mítoszok és a vallások új színezetet kaptak, amely hasznos volt az 1970-es évek irodalma számára.

## Művei
- Péntek vagy a Csendes-óceán végvidéke ("Vendredi ou les Limbes du Pacifique") (1967)
- A rémkirály (Le Roi des aulnes, 1970)
- Vendredi ou la Vie sauvage (1971)
- Les Météores (1975)
- Le Vent Paraclet (1977)
- A Vörös Törpe: Elbeszélések (Le Coq de la bruyère) (1978)
- Gáspár, Menyhért, Boldizsár (Gaspard, Melchior et Balthazar) (1980)
- A vámpír röpte: Műelemzés és műkritika a Trisztántól Grassig (Le Vol du vampire) (1981)
- Gilles et Jeanne (1983)
- La Goutte d'or (1986)
- Kispróza (Petites Proses) (1986)
- Le Medianoche amoureux (1989)
- La Couleuvrine (1994)
- Le Miroir des idées (1994)
- Eleázár avagy a forrás és a csipkebokor (Éléazar ou La Source et le Buisson) (1996)
- Célébrations (1999)
- Boldogság Németországban? (Le bonheur en Allemagne ?) (2004)
- Péntek, vagy a vad élet – Vendredi ou la vie sauvage (1985, Folio junior)

## Magyarul
- Péntek vagy A Csendes-óceán végvidéke; ford. Szávai János; Magvető, Bp., 1981 (Világkönyvtár)
- A Rémkirály; ford., utószó Barta András; Európa, Bp., 1983
- Gáspár, Menyhért, Boldizsár; ford. Szabolcs Katalin; Magvető, Bp., 1989
- A Vörös Törpe. Elbeszélések; ford. Barta András; Európa, Bp., 1994 (Európa zsebkönyvek)
- Kispróza; ford. Szávai Dorottya; JAK–Jelenkor, Bp.–Pécs, 1995 (Műfordító füzetek)
- Eleázár avagy A forrás és a csipkebokor; ford. Bognár Róbert; Sík, Bp., 2000
- A vámpír röpte. Műelemzés és műkritika a Trisztántól Grassig; ford. N. Kiss Zsuzsa, szerk., jegyz. Gelléri Gábor; Napvilág, Bp., 2001 (Társtudomány)
- Boldogság Németországban?; ford. Jakabffy Imre, Jakabffy Éva; Háttér, Bp., 2007 (Háttér esszék)